# مايك ستانلي (لاعب كرة قاعدة)
مايك ستانلي (بالإنجليزية: Mike Stanley) هو لاعب كرة قاعدة أمريكي، ولد في 25 يونيو 1963 في فورت لودرديل في الولايات المتحدة.

## وصلات خارجية
- مايك ستانلي على موقعبيزبول رفرنس.كوم (الدوري الرئيسي) (الإنجليزية)